# 石川知裕代議士の逮捕を考える会
石川知裕代議士の逮捕を考える会（いしかわともひろだいぎしのたいほをかんがえるかい）は、2010年1月に民主党内に設置された議員連盟である。陸山会事件で小沢一郎の元秘書であった石川知裕衆院議員が逮捕されたことを発端に結成された。

## 経緯
石川と同期の民主党衆院当選2回の議員13人が結成した。会では最近の検察の捜査手法にしばしば疑問を呈してる元特捜部検事で弁護士の郷原信郎の意見を聞いた後、石川の逮捕は不当として、近く法務省から担当者を呼んで事実関係を聞くとともに、議員20人以上でできる釈放要求の発議を検討することも決めた。会長である福田昭夫は、「大変な暴挙が行われた。真相をはっきりさせ、石川君をどうやったら助けられるか検討したい」と述べた。会では「不当逮捕である」という認識で一致したという。なお、石川本人は東京地検の調書に対し容疑を認める供述をしている。また、担当弁護士に対して、「虚偽記載したが、ゼネコンから金銭授受や黒いことしていない」と虚偽記載容疑については認めている。
会は小沢グループの議員が主導して結成された。水面下では民主党内にも小沢の説明責任を問う声が出始めているため、そうした声を抑えて幹事長辞任への流れを阻止するために先手を打ったものとみられている。
東京地検は記者会見を開き、石川の逮捕に関して答え、その際に、石川が自殺するから逮捕へ踏み切ったのかという記者からの質問があったが、特捜部長の佐久間達哉は「緊急性があり身柄確保が最優先だった」とのみ返答した。なお、逮捕間近になって石川は関係者に「自殺したい人の気持ちがわかる」などと話し、15日昼には新党大地の鈴木宗男衆院議員に「検察側が信じてくれない」と泣きながら電話するなど激しく動揺しており、さらに、逮捕前日の14日まで地検特捜部は元私設秘書と連絡が取れず、「自殺したのではないか」という見方まで浮上していた。自殺は最大の証拠隠滅といわれるだけに、地検特捜部が逮捕に踏み切ったきっかけになったことは間違いないという見方もある。
会の結成について、自民党の大島理森幹事長は、証拠に基づく捜査に対する政治的プレッシャーをかけるようなやり方は品性に欠けると批判し、同党の川崎二郎国会対策委員長は「小沢紅衛兵」と呼び、非難した。しかしその後、現職の政務官が参加していることが政府首脳や党幹部から問題視され、事実上の活動停止状態となった。「不当逮捕」との訴えが「政治」圧力に当たるという批判を回避するのが目的とみられ、メンバーの一人は「平野博文官房長官から横やりが入った。情けない」と嘆いている。そのため現在は「逮捕」の議論は中止し、石川への差し入れなどを検討しているが、党幹部の批判を恐れる議員もいて、それすらままならない状態となった。
階猛総務大臣政務官は、26日の参院予算委員会において、「議員には不逮捕特権がある。一国会議員として考えるべき問題だ。当然の責務だ」と正当化する発言をしている。
2010年1月26日の参院予算委員会で、政務官が会の活動に参加していることを追及した自民党の西田昌司議員に対し、大串博志財務大臣政務官は、「石川の逮捕を受けての同期会であり、自身は冒頭に参加しただけで退席した」と答弁した。小川淳也総務大臣政務官も同期の呼びかけに応じて5分間出席しただけとし、政府の人間として誤解を招く行動であり自粛すべきだったとして陳謝した。一方、階猛総務大臣政務官は、政府の人間としてではなく一国会議員としての行動であり、国会議員には憲法50条で不逮捕特権が認められていることを根拠に、会の活動の中止や謝罪の表明は拒否した。佐々木隆博農林水産大臣政務官は情報収集や勉強のためと答弁した。
同年1月18日から召集される第174回国会で憲法50条に基づいて現行憲法初の釈放要求決議が採決される可能性が報じられたが、結局は決議が発議される動きが本格化しないまま、起訴後の2月5日に石川は保釈された。
2010年2月11日、会長である福田昭夫議員は、栃木県日光市内で開いた自身の政治資金パーティーで、政治資金規正法違反の罪で起訴された石川知裕衆院議員に対する東京地検特捜部の捜査について、「明らかに検察の暴走だ。別件逮捕だ。あくまでも逮捕をして、自白を強要させる、そういう取り調べはもうやめるべきだ」と述べ、検察批判を展開した。
なお、その後石川は最高裁まで争ったが、2014年9月に政治資金規正法違反の罪で禁錮2年・執行猶予3年の有罪判決が確定した。

## 参加していた議員

### 現職
- 福田昭夫（会長）
- 大串博志
- 小川淳也
- 階猛
- 柚木道義
- 逢坂誠二
- 北神圭朗

### 元職
- 横山北斗（2012年に落選）
- 森本哲生（2012年に落選）
- 三谷光男（2012年に落選）
- 石関貴史（2017年に落選）
- 佐々木隆博（2021年に引退）
- 鷲尾英一郎（2024年に落選）